# スィナン・エルデム・ドーム
スィナン・エルデム・スポル・サロヌ（トルコ語: Sinan Erdem Spor Salonu, 英語: Sinan Erdem Dome）は、トルコのイスタンブールにあるトルコ最大のアリーナ。

## 概要
当初はオリンピック会場の一環として1993年に建設開始したが、財政難で一時建設を中断され、2010年4月に完成、欧州で3番目の規模を誇るアリーナとなった。2010年バスケットボール世界選手権決勝、2012年ユーロリーグファイナルフォー、世界短水路選手権が開催された。アリーナ名の由来はトルコオリンピック委員会の会長であったスィナン・エルデムから由来されている。